# フェンダー・エスクワイヤー
フェンダー・エスクワイヤー (Fender Esquire) は、フェンダーのエレクトリックギターである。「エスクワイア」「エスクワイヤ」などとカタカナで表記される場合もある。

## 歴史

### 試作
エスクワイヤーは、1949年の秋ごろにレオ・フェンダーによって試作され、テレキャスターの原型となった。

### 初期
量産初期ロットのボディは安価なパイン材で製作され、節目を隠すため黒色のラッカーで塗装が施された。1950年夏にボディは高品質のアッシュ材に変更され、ブロンドのシースルー塗装となる。
当初はネックにトラスロッドが仕込まれていなかった（レオ・フェンダーは強固なメイプル製ネックにトラスロッドは不要と考えていた）が、ドン・ランドールらの進言により1950年10月からトラスロッドが追加された。ネック背面のトラスロッド用の溝は、通称「スカンクストライプ」と呼ばれるウォルナット製の埋め木で塞がれた（ヘッドにもトラスロッド用の埋め木、通称「ブラウンエッグ」がある）。
発表当初は1ピックアップ仕様と、2ピックアップ仕様が存在したが、1950年に2ピックアップ仕様のモデルが「ブロードキャスター」に改名されたため、「エスクワイヤー」は1ピックアップ仕様のモデルのみに与えられる名称となった。

### エスクワイヤー・カスタム
1959年には、ボディにカスタム・テレキャスターと同様にバインディングが巻かれた「エスクワイヤー・カスタム」が追加、1970年まで製造された。
発表された当初は、「雪かきシャベル」、「弦の付いた板」、「パドル」、「便座のシート」などと酷評されていた。

## トーン・セレクター
外観上はブロードキャスターとほぼ同じではあるが、最大の（回路的な）特徴はトーン・コントロールにある。
現在まで流通しているテレキャスターは一般的に2ピックアップ仕様で、3WAYピック・アップ・セレクターでピック・アップ（フロント、フロント＋リア、リア）を選択し、トーン・コントロールは（今までに作製された一部を除いて）全てのピック・アップに有効なスペックに仕上げられている。
それに対しエスクワイヤーはリア・ピック・アップが一つのみのスペックであるため、搭載されている3WAYセレクターの役割が異なり、内部に独自のトーン回路が内蔵されている。
このスイッチは（テレキャスターで言うところの）リア側にするとピック・アップの信号がバイパス状態になり、トーン・ノブを回しても一切の音色の変化がない（ボリュームは有効）。センターの位置にスイッチを動かすとトーン・ノブが効き、フェンダーのほとんどのエレクトリックギターと同じく左に回せば高音がカットされる回路（ハイ・カット）が効くようになる。フロント側を選択するとトーン・ノブの動きに関係なく「トーン0」の状態になり、センター選択時のトーン・ノブを絞りきったときと同様なハイ・カット・サウンドになる。
因みに1ピック・アップ仕様のエスクワイヤーにフロント・ピック・アップを増設して使用しているミュージシャンもおり（後述）、その際には一般的に上記のトーン回路を取り外し、通常のテレキャスターと同じスペックにしている。基本的にはボディがテレキャスターと共通で、ピックアップを取り付けるルーティングが施されているため、フロントピックアップの増設はそれほど難しくはない。
1994年ころにZZトップのギタリスト、ビリー・ギボンズがフェンダーに特注で製作して貰ったエスクワイヤー（何台か作製したらしい）の中に上記のトーン回路とは異なる「トーンはあるが3WAYセレクターが無い」というスペックのモデル（ピック・アップはリアのみ。さらに特注のインレイ（彫刻）等などが挙げられる）があり、当時のアルバム『アンテナ』のレコーディングやプロモーション・フィルム内で使用している。

## 使用ミュージシャン

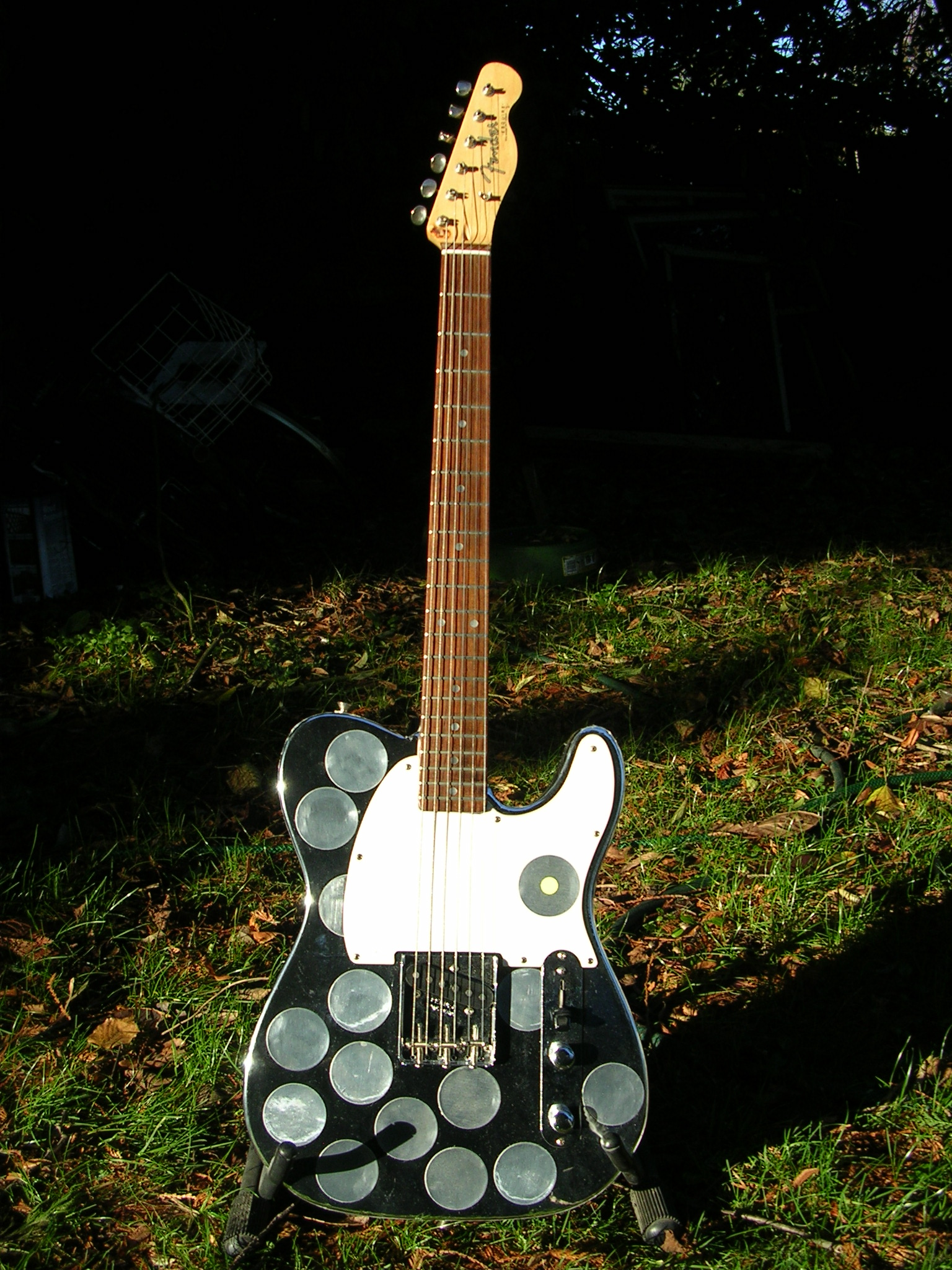
黒のボディに多数の円形鏡面が貼り付けられた、シド・バレットのギター。

- ブルース・スプリングスティーン - フロント・ピックアップを追加した2ピックアップ仕様。
- シド・バレット（ピンク・フロイド）
- デヴィッド・ギルモア（ピンク・フロイド） - フロント・ピックアップを追加した2ピックアップ仕様。
- ジェフ・ベック
- キース・リチャーズ
- ポール・マッカートニー
- ビリー・ギボンズ（ZZトップ）
- 忌野清志郎 - フロント・ピックアップ（ギブソンP-90）を追加した2ピックアップ仕様。ブリッジは6連サドルの物に交換されている。
- 仲井戸麗市 - 上記、忌野清志郎のものを借り受けRCサクセションで使用。
- ケンゴマツモト（THE NOVEMBERS）
- 村越弘明（THE STREET SLIDERS） - 赤の個体をライブビデオ"SLIDERS GIG"(1985)および"Tokyo Junk"(1984)のPVで使用。
- 斉藤和義 - 57年製、フロント・ピックアップを追加した2ピックアップ仕様。“Char Meets 斉藤和義”の中で登場。
- フジイケンジ（The Birthday） - 68年製、斉藤和義のサポートをした際に触発されて購入した。
- 生形真一（Nothing's Carved In Stone） - カスタムショップ製のレリック仕様。スラブ貼りのローズ指板、８点留めのピックガードと59年製のテレキャスター風。
- 新藤晴一 - “痛い立ち位置”のPVで登場。単発ライブ“横浜・淡路ロマンスポルノ”でも使用。
- ルーサー・パーキンス（ジョニー・キャッシュ＆テネシー・スリーのリードギタリスト） - ボディーに“LP“(Luther Perkins)と書いてあるものを使用。